# Constante (comes)
Constante fue un militar romano occidental que ostentó el cargo de comes Africae bajo el gobierno del usurpador Prisco Átalo.

## Nombramiento
A finales del año 409, Prisco Átalo se proclamó emperador en Roma con el apoyo de los visigodos al mando de Alarico quienes, en ese momento, estaban sitiando la ciudad. El objetivo de este era elevar a un emperador alternativo a Honorio para usarlo como marioneta y conseguir que el Imperio accediese a un asentamiento legal de sus seguidores dentro de sus fronteras.
El nuevo gobierno necesitaba controlar la diócesis de África para asegurar, así, el suministro de cereales a la ciudad de Roma. Se discutieron dos opciones para ello: Alarico era partidario hacerse con ella enviando una partida numerosa de sus soldados al mando de Druma; Prisco Átalo y sus seguidores senatoriales, sin embargo, preferían que fuese una pequeña partida de soldados imperiales al mando de un oficial romano quien se desplazase allí para tomarla mediante estratagemas y sobornos. Parece ser, que esta postura estaba motivada por el temor a que África cayese en manos de los visigodos y se produjesen daños en las propiedades que los senadores poseían allí.
Al final se impuso la segunda opción y se otorgó a Constante el cargo de comes Africae
para que, al mando de tropas romanas, se desplazase a Cartago y depusiese a Heracliano quien era un seguidor decidido de Honorio. Este no aceptó su deposición y se mantuvo fiel al emperador legítimo. Presentó batalla contra las tropas de Constante que fueron fácilmente vencidas por el ejército africano muriendo este en la batalla.